# Флавій Юній Кварт Палладій
Флавій Юній Кварт Палладій (лат. Flavius Iunius Quartus Palladius; бл. 370–після 421) — державний діяч Західної Римської імперії.

## Життєпис
Походив зі знатного роду. Народився близько 370 року в Римі. Здобув класичну освіту. Спочатку обіймав псоаду квестора. Потім призначається претором-кандидатом.
Між 399 і 404 роками обіймав посаду трибутного нотарія при імператорському дворі. 408 року стає народним трибуном в Римі. У 408 або 409 році отримав посаду коміта священних щедрот. Йому було доручено було зібрати гроші для викупу королю Аларіху для зняття облоги з Риму. 410 року після захоплення останнім Риму зумів врятуватися.
416 року призначається консулом на Заході. Водночас отримав посаду преторіанського префекта Італії, Іллірика й Африка. Перебував на цій посаді до 421 року. За наказом імператора Гонорія видав наказав про вигнання Пелагія та його прихильників з Риму. Відомостей про Палладія після 421 року не має.